# Komitat Szabolcs
Das Komitat Szabolcs (deutsch selten auch Gespanschaft/Komitat Saboltsch; ungarisch Szabolcs vármegye, lateinisch Comitatus Szabolcsensis) war eine Verwaltungseinheit im nordöstlichen Zentrum des Königreichs Ungarn. Verwaltungssitz war Nyíregyháza.

## Geographie

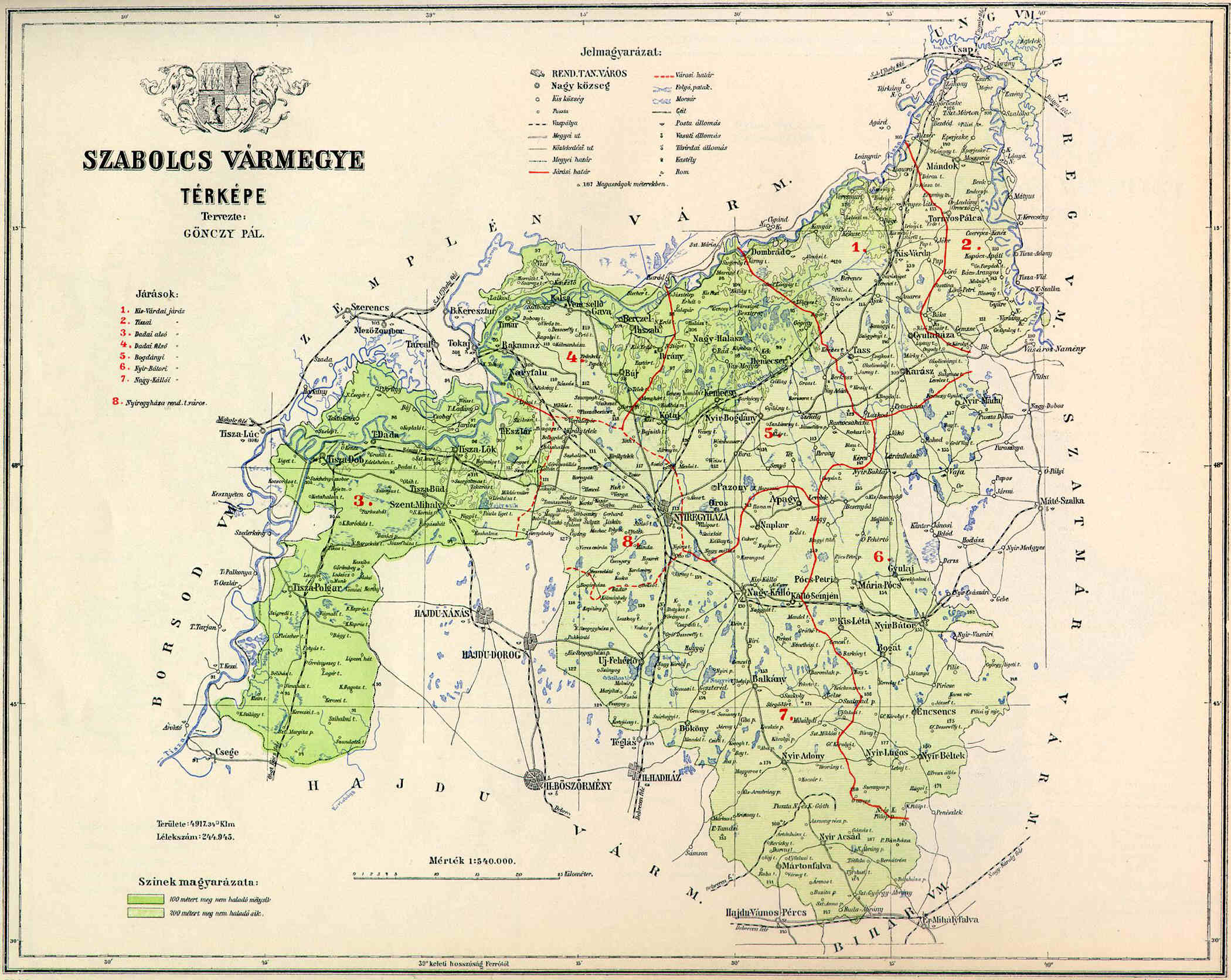
Karte des Komitats Szabolcs um 1890

Das Komitat lag zum größten Teil südlich der Theiß rund um dessen Hauptstadt Nyíregyháza und somit fast gänzlich im Territorium des heutigen Ungarns, nur ein winziger Teil nördlich der Theiß bei den Orten Malé Trakany und Veľké Trakany lag im Territorium der heutigen Slowakei.
Das Komitat grenzte im Norden und Nordwesten an das Komitat Zemplén, auf einem kurzen Stück im Nordosten an das Komitat Ung, im Osten an das Komitat Bereg und südlicher an das Komitat Szatmár, auf einem kurzen Stück im Südosten an das Komitat Bihar, im Süden an das Komitat Hajdú und im Westen an das Komitat Borsod.
1910 zählte das Komitat Szabolcs 319.818 Einwohner auf einer Fläche von 4.637 km².

## Geschichte
Das Komitat ist eines der ältesten Komitate im Königreich Ungarn. Es ist nach einem der sieben Heerführer der Landnahmezeit benannt.
1923 wurde es zusammen mit einem Teil des ehemaligen Komitates Ung zum Komitat Szabolcs-Ung mit der Hauptstadt Nyíregyháza vereinigt; ein winziger Teil des Gebiets nördlich der Theiß bei den Orten Malé Trakany und Veľké Trakany kam im Zuge von Grenzkorrekturen zur neu entstandenen Tschechoslowakei (durch den Vertrag von Trianon 1920 völkerrechtlich bestätigt).
Im Jahr 1950 wurde das Komitat mit den ungarischen Teilen der Komitate Szatmár und Bereg zum Komitat Szabolcs-Szatmár-Bereg vereinigt; dabei kamen einige Teile bei den Orten Polgár und nordöstlich von Debrecen zum ebenfalls neu entstandenen Komitat Hajdú-Bihar.

## Bezirksunterteilung

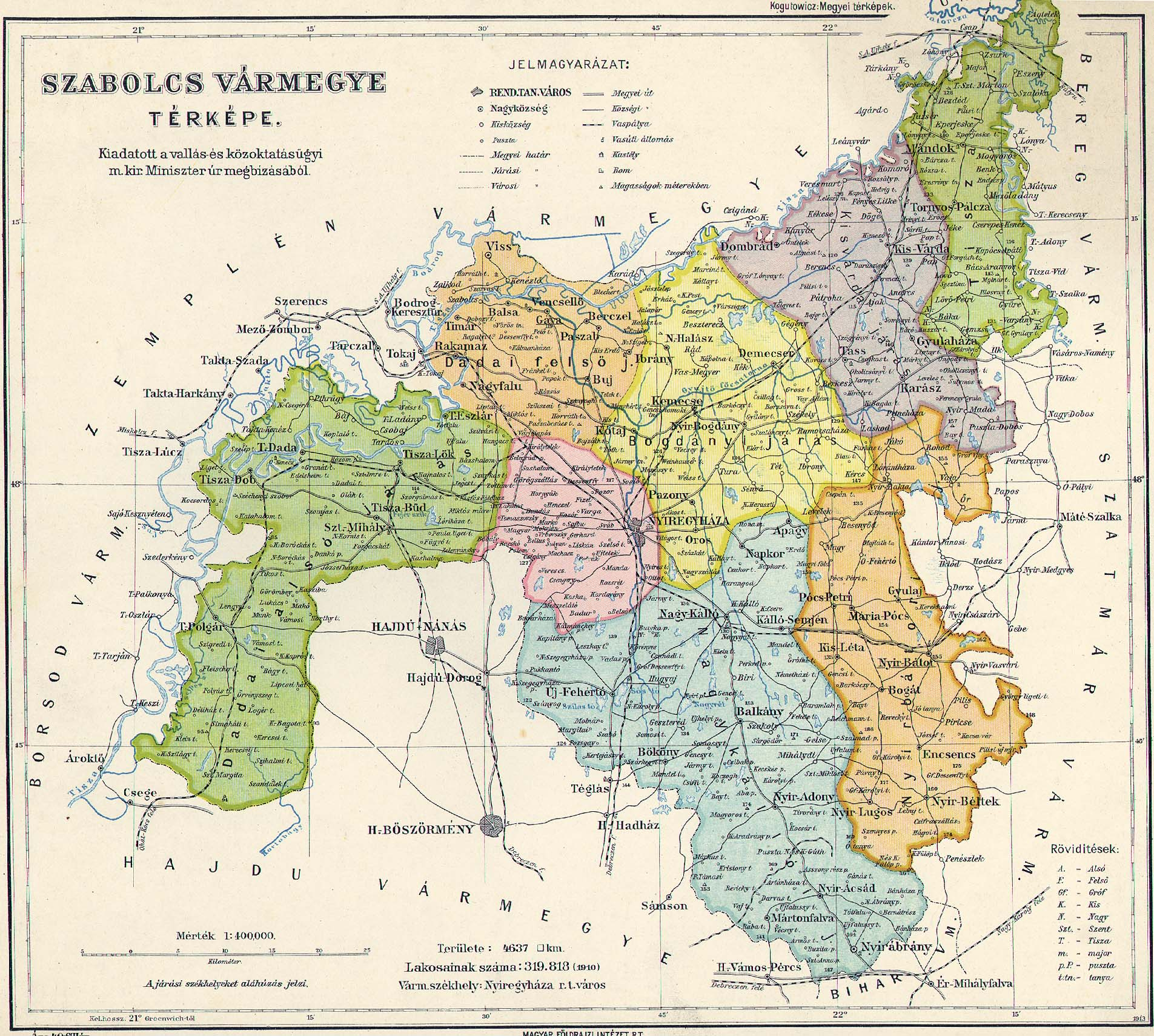
Karte der Stuhlbezirke

Im frühen 20. Jahrhundert bestanden folgende Stuhlbezirke (meist nach dem Namen des Verwaltungssitzes benannt):
| Stuhlbezirke (járások)                | Stuhlbezirke (járások) |
| Stuhlbezirk                           | Verwaltungssitz        |
| ------------------------------------- | ---------------------- |
| Bezirk Dada alsó                      | Tiszalök               |
| Bezirk Dada felső                     | Gáva                   |
| Bezirk Kisvárda                       | Kisvárda               |
| Bezirk Ligetalja                      | Nyíracsád              |
| Bezirk Nagykálló                      | Nagykálló              |
| Bezirk Nyírbakta                      | Nyírbakta              |
| Bezirk Nyírbátor                      | Nyírbátor              |
| Bezirk Nyírbogdány                    | Kemecse                |
| Bezirk Tisza                          | Mándok                 |
| Stadtbezirk (rendezett tanácsú város) |                        |
| Nyíregyháza                           |                        |